# Zvonimir Soldo
Zvonimir Soldo (Zágráb, 1967. november 2. –) horvát válogatott labdarúgó.

## Pályafutása

### Klubcsapatokban
Pályafutását a Dinamo Zagrebben kezdte 1988-ban. Két évvel később az NK Zadar szerződtette, de itt mindössze csak egy évig maradt. 1991-ben az Inter-Zaprešićhez került, ahol három idényt játszott. 1994-ben ismét a Dinamo Zagreb játékosa lett. 1996-ban Németországba a VfB Stuttgartba igazolt.
A bundesligaban 1996. augusztus 17-én egy Schalke 04 elleni mérkőzésen mutatkozott be. Ezzel a mérkőzéssel egy 10 éves széria vette kezdetét, mivel pályafutása hátralevő részében a Stuttgart színeiben szerepelt. Magáénak tudhat 300 bundesliga és 47 európai kupameccset, melyből 200 alkalommal ő vezette csapatkapitányként a stuttgartiakat. 1997-ben megnyerték a német kupát, 1998-ban pedig bejutottak a KEK döntőbe. A 2002–03-as bajnokság végén a második helyen végzett csapatával. Utolsó mérkőzésére 2006. május 6-án került sor, ami után befejezte játékos pályafutását.

### Válogatottban
A nemzeti csapat tagjaként részt vett az 1996-os Európa-bajnokságon és az 1998-as labdarúgó-világbajnokságon, ahol a bronzérmet jelentő harmadik helyet szerezték meg illetve a 2002-es világbajnokságon.
A válogatottban 1994 és 2002 között összesen 61 alkalommal lépett pályára és 3 gólt szerzett.

### Edzőként
2008. január 14-én kinevezték a Dinamo Zagreb edzőjének és az idény végén horvát bajnoki és kupagyőzelmet szerzett.
A 2009–2010-es szezonban a német 1. FC Köln vezetőedzői posztját kapta meg, miután Christoph Daum távozott a török Fenerbahcehez.

#### Válogatottban szerzett góljai
| Gól | Dátum               | Helyszín             | Ellenfél   | Eredmény | Végeredmény | Kiírás               |
| --- | ------------------- | -------------------- | ---------- | -------- | ----------- | -------------------- |
| 1   | 1997. október 11.   | Bežigrad, Ljubljana  | Szlovénia  | 2 – 0    | 3 – 1       | 1998-as vb-selejtező |
| 2   | 1999. augusztus 21. | Maksimir, Zágráb     | Málta      | 1 – 0    | 2 – 1       | 2000-es Eb-selejtező |
| 3   | 2001. szeptember 5. | Olimpico, Serravalle | San Marino | 3 – 0    | 4 – 0       | 2002-es vb-selejtező |

## Sikerei, díjai
Horvátország
- Vb bronzérmes (1): 1998

VfB Stuttgart
- Német második helyezett (1): 2002–03
- Német kupagyőztes (1): 1997
- Német ligakupa döntős (3): 1997
- KEK döntős (1): 1997–98

## Külső hivatkozások
- Zvonimir Soldo Archiválva 2012. november 8-i dátummal a Wayback Machine-ben – a FIFA.com honlapján
- Zvonimir Soldo – a National-football-teams.com honlapján